# Embraer EMB 110 Bandeirante
Embraer EMB 110 Bandeirante — двухмоторный турбовинтовой лёгкий универсальный самолёт. В гражданской авиации использовался как ближнемагистральный пассажирский самолёт.
Производился бразильской компанией «Embraer». Первый полёт совершил 26 октября 1968 года. Может перевозить до 21 пассажира. Серийное производство прекращено в 1990 году. Компанией «Embraer» было разработано множество модификаций самолёта EMB 110.
EMB 110 был разработан по программе бразильского министерства аэронавтики. Конструктором стал французский авиационный инженер Макс Хольсте (фр. Max Holste).
Название Bandeirante означает португальских поселенцев, продвигавшихся в глубь материка и постепенно осваивавших Бразилию, подобно американским пионерам в США.
Различные клиенты как в военном, так и в гражданском секторах становились заказчиками EMB 110 в течение 22 лет его производства. Более ста экземпляров послужили в ВВС Бразилии, которые модернизировали многочисленные экземпляры в течение двадцать первого века, чтобы обеспечить их дальнейшую эксплуатацию. EMB 110, будучи модифицируемым в соответствии с различными ролями и требованиями оператора, был адаптирован для различных специальных задач, включая воздушное наблюдение, морское патрулирование и поисково-спасательные операции. В 1970-х годах Embraer решила разработать увеличенную версию EMB 110, обозначенную как EMB 120 Brasilia. Который, будучи более быстрым, оснащенным герметичным салоном и способным вместить до 30 пассажиров, стал основным направлением усилий компании в производстве средних универсальных самолётов. В результате производство EMB 110 было прекращено в 1990 году.

## Разработка и создание

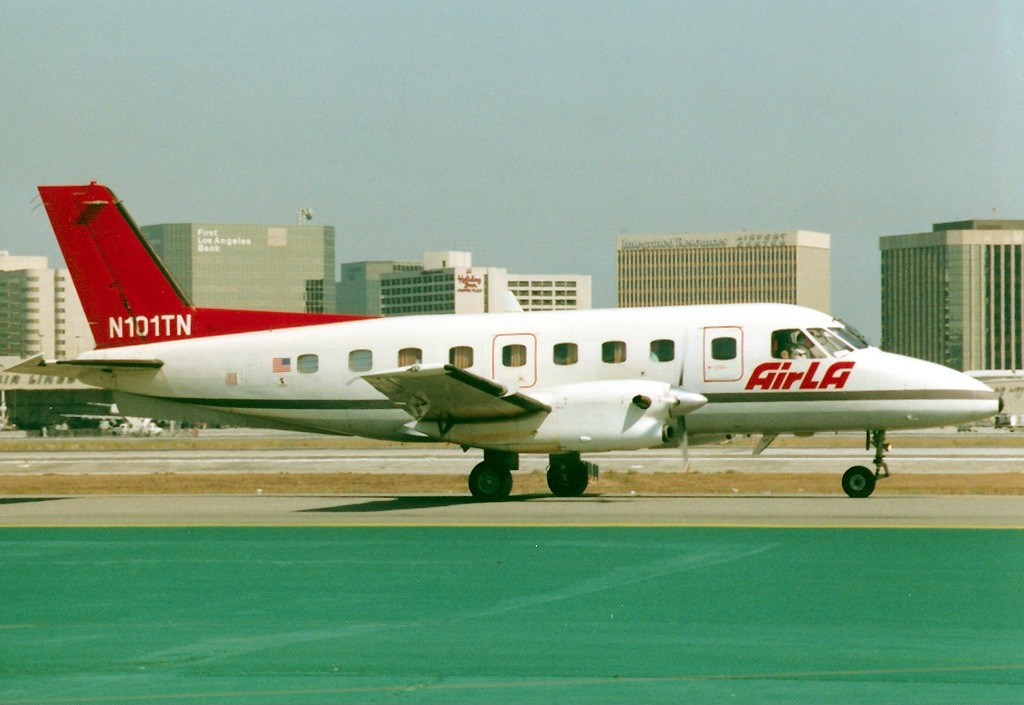
Embraer EMB-110 в аэропорту Лос-Анджелес

Истоки EMB 110 Bandeirante можно проследить до выпуска директивы Министерства аэронавтики Бразилии, изданной в 1965 году. В ней говорилось о необходимости начала производства транспортного самолета как для гражданских, так и для военных целей, который был бы надежным и обладал низкими эксплуатационными расходами.  Он должен был быть оснащен турбовинтовыми двигателями, низкорасположенным крылом и иметь достаточную вместимость для размещения восьми человек. Эти положения были взяты из исследования бразильских коммерческих воздушных перевозок и были направлены на создание самолета, который бы хорошо подходил для существующей инфраструктуры аэропортов страны в то время. Итоговая спецификация, которая была создана в рамках программы IPD-6504, в значительной степени повлияла на облик будущего самолёта.
Ранняя работа над тем, что впоследствии стало EMB 110, на самом деле предшествовала созданию его производителя Embraer, который был основан в августе 1969 года. Ведущим конструктором был французский инженер Макс Хольсте. Строительством первого прототипа руководил бразильский авиационный инженер Озирес Силва, который также сыграл ключевую роль в основании и управлении Embraer. Характерно, что сама компания была создана для серийного производства и последующих продаж этого самолета.
26 октября 1968 года первый прототип, имевший военное обозначение YC-95, совершил свой первый полет из аэропорта Сан-Жозе-дус-Кампус. Пилотируемый Хосе Мариотто Феррейрой и сопровождаемый бортинженером Мишелем Кюри, он приземлился примерно через 50 минут. До этого момента было отработано в общей сложности 110 000 проектных часов, в результате чего было создано 12 000 производственных чертежей, подкрепленных 22 000 часами структурных и аэродинамических расчетов, также было потрачено около 282 000 человеко-часов на изготовление и оснастку самолета. Прототип был официально представлен различным гражданским и военным должностным лицам вместе с представителями прессы на мероприятии, состоявшемся четыре дня спустя, в ходе которого был повторен его первый полет. Положительные результаты испытаний прототипа привели к решению о производстве самолёта и, соответственно, к созданию компании Embraer, одобренному правительством в середине 1969 года. Вновь созданная компания взяла на себя ответственность за производство EMB 110 2 января 1970 года.

### Редизайн и серийное производство

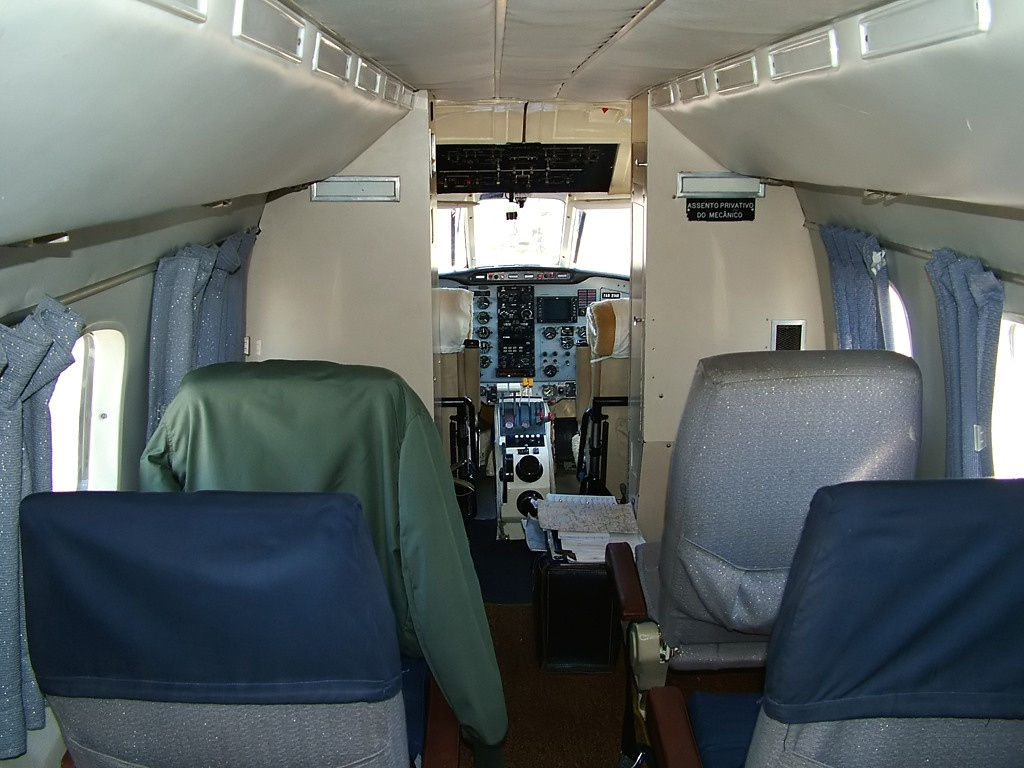
Салон Embraer C-95 Bandeirante ВВС Бразилии

После постройки первого самолёта была построена дополнительная пара прототипов, которые получили обозначение EMB 100. 19 октября 1969 года второй прототип совершил свой первый полет, а третий прототип последовал за ним 29 июня 1970 года. Хотя эти прототипы показали положительные результаты на  испытаниях, компанией производителем было признано, что рыночные условия изменились до такой степени, что восьмиместный самолет оказался менее жизнеспособным, чем это представлялось ранее, и поэтому было решено быстро перепроектировать EMB 100 в EMB 110 Bandeirante, который отличался несколькими технологическими усовершенствованиями наряду с большей вместимостью.
В мае 1970 года программа была поддержана Военно-воздушными силами Бразилии, которые первоначально заказали у Embraer партию из 80-ти серийных самолетов. Ближе к концу 1972 года Bandeirante получил бразильский сертификат летной годности. 9 февраля 1973 года Бразильские ВВС получили первые EMB 110.
В типичной конфигурации EMB 110 вмещает от 15 до 21 пассажира и управляется парой пилотов. Различные конфигурации и настройки самолёта могут быть применены для удовлетворения разнообразных требований клиентов и условий эксплуатации. Модель EMB 110P1A/41, которая была оснащена сиденьями для 18 пассажиров, имела длину 15,1 метра, высоту 4,92 метра  и размах крыльев 15,33 метра. Самолёт имеет максимальную крейсерскую скорость 411 км/ч, в то время как его более экономичная крейсерская скорость составляет 341 км/ч. На этой скорости может быть достигнута эффективная дальность полета 1 964 км  даже при сохранении резервного топлива на еще 45 минут полета. Практический потолок самолета EMB 110 составляет 6 600 метров.
В 1970-х годах Embraer решила развить успех EMB 110, разработав увеличенную версию самолета, получившую обозначение EMB 120 Brasilia. Помимо того, что самолёт был достаточно большой, чтобы вместить до 30 пассажиров, он также был быстрее и имел герметичную кабину. Всё дальнейшее производство EMB 110 было остановлено Embraer в 1980-х годах, чтобы вместо этого сосредоточить свои ресурсы на дальнейшей разработке и производстве более нового EMB 120.

## История службы

Embraer EMB 110 Бразильских ВВС в 1971 году

В период с 1968 по 1990 год компания Embraer построила в общей сложности 494 самолета в многочисленных конфигурациях для различных целей. Пассажирская модель впервые поднялась в воздух 9 августа 1972 года и поступила в коммерческую эксплуатацию 16 апреля 1973 года в ныне несуществующую бразильскую авиакомпанию Transbrasil. 8 июля 1985 года первым самолетом, эксплуатируемым ирландской бюджетной авиакомпанией Ryanair в 1985 году, был 15-местный EMB 110, авиакомпания продолжала эксплуатировать эти самолёты вплоть до 1989 года. К октябрю 2018 года, спустя 50 лет после первого полета и 498 поставок, около 150 единиц EMB 110 все еще эксплуатировались в авиакомпаниях, службах аэротакси, государственных учреждениях и военно-воздушных силах по всему миру. Производство самолёта было прекращено в 1990 году, и EMB 110, в конечном счёте, был заменен Embraer EMB 120 Brasilia.
В феврале 1973 года начались поставки самолетов этого типа в ВВС Бразилии. Пара патрульных самолетов морской авиации под наименованием EMB 111A Patrulha были отданы в аренду ВМС Аргентины во время Фолклендской войны в качестве временной меры в перерыве между выводом из эксплуатации последнего самолета Lockheed SP-2H Neptune и введением в эксплуатацию модифицированного Lockheed L-188 Electra. 15 декабря 2010 года ВВС Бразилии подняли в воздух первый модернизированный EMB 110, который был оснащен современным комплексом авионики. Самолет, получивший обозначение C/P-95, имел несколько новых систем, установленных бразильской фирмой Aeroeletronica, филиалом израильской Elbit Systems. К 2010 году в составе ВВС Бразилии было 96 самолетов EMB 110. В 2017 году в составе ВВС Бразилии находилось 48 самолетов EMB 110 разных модификаций.

## Варианты
- YC-95 / EMB 100 — прототипы, оснащенные двумя турбовинтовыми двигателями Pratt & Whitney Canada PT6A-20 мощностью 550 л.с. (410 кВт). Построено три единицы[2].
- EMB 110 — первоначальная серийная версия, оснащенная двигателями PT6A-27 мощностью 680 л.с. (510 кВт) — двенадцати местный военно-транспортный самолет для ВВС Бразилии, которые обозначили его как C-95. Построено 60 экземпляров[2].
- EMB 110A — версия для калибровки радиоаппаратуры для ВВС Бразилии (EC-95). Построено три экземпляра[2].

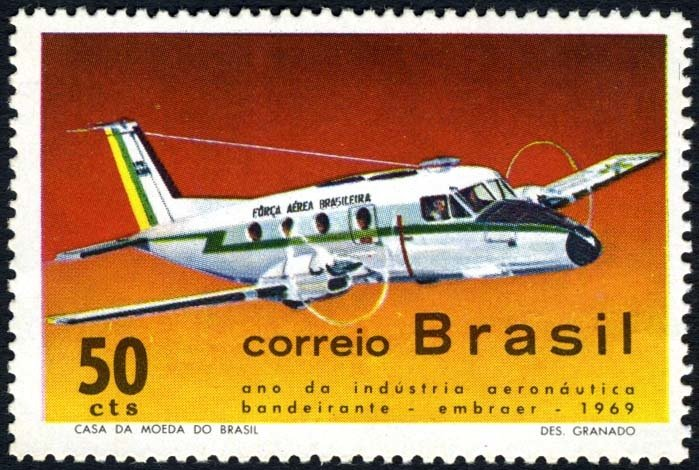
Embraer EMB 110 Bandeirante на почтовой марке Бразилии 1969 года

- Embraer EMB 110 Bandeirante на почтовой марке Бразилии 1969 годаEMB 110B — версия для аэрофотосъемки. Построено семь, шесть как R-95 для ВВС Бразилии[2].
- EMB 110C — первая коммерческая модель, аналогичная C-95, 15-местная пассажирская версия[2].
- EMB 110C(N) — три самолёта в версии EMB 110C, проданные ВМС Чили[2].
- EMB 110E — представительская версия EMB 110C. Производился в комплектации от шести до восьми мест[2].
- EMB 110K — удлиненная вариант с фюзеляжем длиной 0,85 метра и двигателями PT6A-34 мощностью 750 л.с. (560 кВт), оснащенный подфюзеляжным килем[2].
- EMB 110K1 — грузовой вариант для ВВС Бразилии с разгрузочным люком в задней части фюзеляжа. Построено 20 самолетов под обозначением C-95A.
- EMB 110P — специализированная версия самолета EMB 110C для региональных авиалиний Бразилии, оснащенная двигателями PT6A-27 или -34.
- EMB 110P1 — гражданская грузопассажирская транспортная версия на базе EMB 110K1 с той же задней грузовой дверью.
- EMB 110P2 — специализированная гражданская пассажирская версия EMB 110P1, без грузовой двери[2].
- EMB 111A Patrulha — морской патрульный самолёт для ВВС Бразилии. В ВВС обозначается P-95 Bandeirulha
- P-95B — улучшенный вариант EMB 111 с более продвинутой авионикой и усиленной конструкцией фюзеляжа. Построено десять самолетов для ВВС Бразилии[10].
- EMB 111AN — шесть морских патрульных самолетов для ВМС Чили.
- EMB 110P1 SAR — поисково-спасательная версия.
- EMB 110P2/A — модификации для использования в качестве самолета региональных авиалиний, вмещающие до 21 пассажира.
- C/P-95 — обновленная версия с модернизированной авионикой[11].

## Операторы
Ниже представлены военные операторы EMB 110/111
 Ангола
- Национальные ВВС Анголы

 Аргентина
- ВМС Аргентины — пара патрульных самолетов морской авиации под наименованием EMB 111A Patrulha были отданы в аренду ВМС Аргентины во время Фолклендской войны в качестве временной меры в перерыве между выводом из эксплуатации последнего самолета Lockheed SP-2H Neptune и введением в эксплуатацию модифицированного Lockheed L-188 Electra[7].

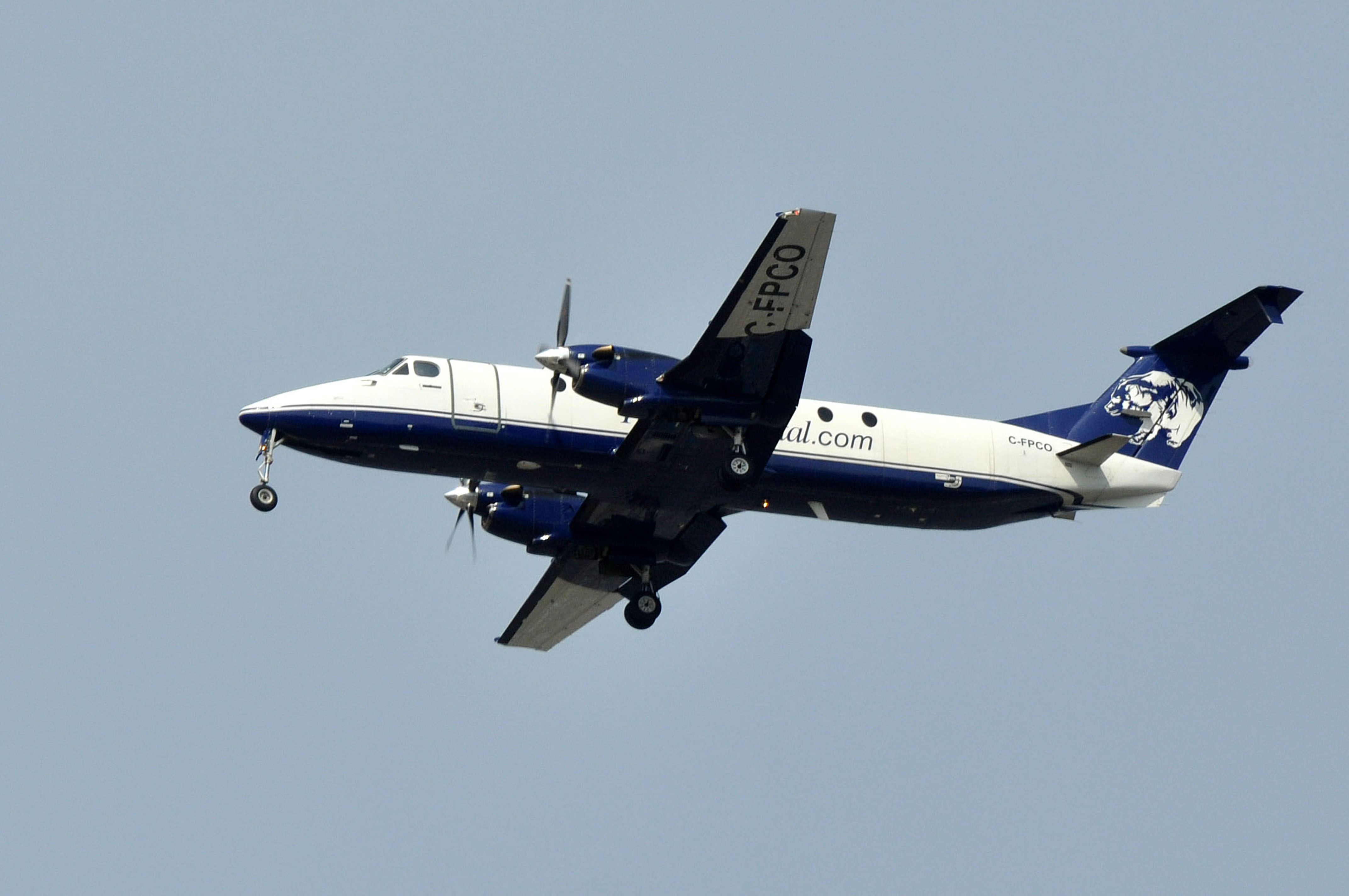
Embraer EMB 110 в 2015 году

 Бразилия
- ВВС Бразилии[12]

 Кабо-Верде
- Вооруженные силы Кабо-Верде

 Колумбия
- ВВС Колумбии[12]

 Сенегал
- ВВС Сенегала[12]

 Уругвай
- ВВС Уругвая[13]

 Чили
- ВМС Чили[12]

## Лётно-технические характеристики
Приведённые ниже характеристики соответствуют модификации EMB-110P:
Технические характеристики
- Экипаж: 2
- Пассажировместимость: 18—21 человек
- Грузоподъёмность: 1680 кг
- Длина: 15,1 м
- Размах крыла: 15,32 м
- Высота: 4,92 м
- Площадь крыла: 29,1 м²
- Масса пустого: 3620 кг
- Максимальная взлётная масса: 5900 кг
- Объём топливных баков: 1720 л
- Масса топлива во внутренних баках: 1308 кг
- Силовая установка: 2 × ТВД Pratt&Whitney PT6A-34
- Мощность двигателей: 2 × 750 л.с. (2 × 559 кВт)
- Диаметр винта: 2,36 м

Лётные характеристики
- Максимальная скорость: 550 км/ч
- Крейсерская скорость: 417 км/ч
- Практическая дальность: 2100 км
- Дальность полёта с максимальной нагрузкой: 1180 км
- Практический потолок: 6860 м

## Аварии и катастрофы
По данным сайта Aviation Safety Network, по состоянию на 2022 год в общей сложности в результате катастроф и серьёзных аварий было потеряно 99 самолётов Embraer EMB-110 Bandeirante. Embraer EMB-110 пытались угнать 3 раза, при этом никто не погиб. Всего в этих происшествиях погибли 558 человек.